# Amherst (Kanada)
Amherst (do 1761 Les Planches) – miasto (town) w kanadyjskiej prowincji Nowa Szkocja, ośrodek hrabstwa Cumberland, podjednostka podziału statystycznego (census subdivision). Według spisu powszechnego z 2016 obszar miasta to: 12,07 km², a zamieszkiwało wówczas ten obszar 9413 osób, natomiast cały obszar miejski (population centre) zamieszkiwało 9550 osób.
Miejscowość, pierwotnie zasiedlona przez ludność francuskojęzyczną (Akadyjczycy) nosiła miano Les Planches, dopiero po ich deportacji i zasiedleniu tego terenu w 1761 przez angielskojęzycznych przybyszów z Nowej Anglii (a później także, w latach 1772–1775, z Yorkshire) otrzymała nazwę na cześć ówczesnego dowódcy wojsk brytyjskich w wojnie z Francją w Ameryce Północnej Jeffery’ego, barona Amherst, a w 1889 otrzymała status miasta (town).